# Anthelephila philippinenis
Anthelephila philippinenis es una especie de coleóptero de la familia Anthicidae.

## Distribución geográfica
Habita en las Filipinas.